# سیارک ۱۰۱۶۷
سیارک ۱۰۱۶۷ (به انگلیسی: 10167 Yoshiwatiso، نامگذاری:1995BQ15) ده هزار و صد و شصت و هفتمین سیارک کشف شده‌است که در ۳۱ ژانویه ۱۹۹۵ کشف شد.
قدر مطلق سیارک برابر ۲۹٫۵ است.